# パウル・ヘンライン

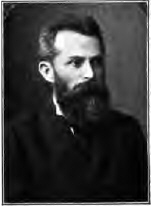
パウル・ヘンライン

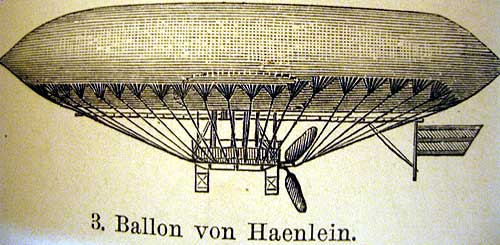
ヘンラインの飛行船

パウル・ヘンライン（Paul Haenlein 、1835年10月17日 - 1905年1月27日）はドイツのエンジニアである。半硬式飛行船を開発した。
ケルンに生まれ、カールスルーエの工科大学で学び、その後多くの企業で技術者として働いた。ガスを燃料とするエンジンを動力とする飛行船を開発した。燃料用のガスは気球の中の気嚢に加圧して蓄えられ、燃料ガスの消費によって飛行船の浮力は減少したため航続力は限定された。1872年にヘンラインは米国の特許を取得し、1872年12月13日テスト飛行を行ない19km/hで飛行した。
製作された飛行船の長さは50mで、気嚢の最大径は9.1mであった。燃料用排気量19.2リットルで233kgの4気筒のルノアールエンジンはガスを燃料に最大6馬力の出力で、3馬力を連続的に出力した。燃料には合成ガス（Syngas ）が用いられ、4.6mのプロペラを40rpmで駆動した。航空機に内燃機関が動力として用いられたのは、この飛行船が初めてであった。ガスを燃料とするエンジンはガス発生器の問題や液体燃料に比べて搭載に大きなスペースを必要とする欠点があった。
ヘンラインの飛行船は従来の設計に比べて多くの点で革新的であったが、開発は資金不足で中止された。